# Galianthe dichotoma
Galianthe dichotoma är en måreväxtart som först beskrevs av Carl Ludwig von Willdenow, Johann Jakob Roemer och Schult., och fick sitt nu gällande namn av Elsa Leonor Cabral och Bacigalup. Galianthe dichotoma ingår i släktet Galianthe och familjen måreväxter. Inga underarter finns listade i Catalogue of Life.